# Tenera è la notte
Tenera è la notte (titolo originale: Tender Is the Night) è un romanzo dello scrittore statunitense Francis Scott Fitzgerald pubblicato nel 1934 a New York.
Nel 1962 ne fu tratto un film diretto da Henry King.
Il titolo deriva da un verso dell'Ode a un usignolo di John Keats.

## Trama della versione del 1934[1]

### Libro I
La vicenda inizia sulla Costa Azzurra, ad Antibes: qui arriva la giovane attrice Rosemary Hoyt, una mattina di giugno del 1925, insieme alla madre. 
Nei giorni di permanenza Rosemary fa la conoscenza di un gruppo di ricchi espatriati americani, tra cui una coppia molto affascinante: Dick Diver e sua moglie Nicole Warren.
Dick è uno psichiatra che, negli anni del primo dopoguerra, ha esercitato la professione in una clinica di Zurigo, in Svizzera, per ricchi possidenti; qui ha conosciuto una giovanissima Nicole, proveniente da una ricchissima famiglia alto borghese di Chicago e in cura nella clinica per disturbi di schizofrenia, causati dai rapporti incestuosi con il padre. Inizialmente onesto e pieno di ideali, Dick in seguito ha sposato la donna, malgrado il parere contrario dei suoi colleghi, sia per bisogno di amore sia per altruismo.
Dopo sei anni, malgrado le ricadute di Nicole, il matrimonio appare felice e Dick, che grazie al denaro della moglie ha abbandonato l'esercizio della sua professione, si è trasferito sulla Riviera francese assieme a Nicole; qui investe il denaro per trasformare dei terreni occupati da vecchie casupole abbandonate in un complesso di lusso costituito da un albergo, giardini, spiaggia e dalla loro dimora: Villa Diana. Il luogo diventa ben presto il ritrovo di un gruppo sofisticato di loro amici, tra i quali lo sdolcinato Louis Campion, lo scrittore di scarse abilità Albert McKisco, il musicista un tempo brillante e ora alcolizzato Abe North, e il rozzo mercenario Tommy Barban.
Rosemary viene invitata a Villa Diana e ne rimane subito affascinata, tanto da considerare quel luogo "il centro del mondo" e i padroni di casa come circondati da una luce magica. D'altro canto, anche Dick rimane affascinato dalla giovane bellezza, quasi infantile, di Rosemary.
Questo mondo superficialmente idilliaco viene presto sconvolto da un episodio inquietante: la moglie dello scrittore McKisco, andando in bagno, trova Nicole ai piedi della vasca, in preda a uno dei suoi episodi nevrotici. Tommy Barban, amico della famiglia Diver e da sempre innamorato di Nicole, per far tacere le chiacchiere sfida a duello il signor McKisco.

Intanto Rosemary, sempre più attratta e incuriosita da quella vita, segue i Diver a Parigi. Tra lei e Dick nasce un tenero amore, seppur frenato dallo stesso Dick, il quale, preso da un forte senso di responsabilità verso la moglie e da un atteggiamento quasi paterno verso la giovane, non vuole lasciarsi andare e rifiuta, seppur dolcemente, l'offerta d'amore di Rosemary: 
Intanto Rosemary scopre molte verità sugli ospiti dei Diver, che si rivelano ben diversi da come appaiono, anzi spesso volgari, corrotti e profondamente infelici.
Alla stazione di Parigi accade il primo dei tanti episodi di violenza frequenti nel romanzo: una conoscente dei Diver uccide un uomo e Nicole scopre in albergo l'assassinio di un uomo nero e reagisce con una crisi isterica.

### Libro II
Il secondo libro riporta la narrazione indietro al 1917 e narra la storia e le vicende di Dick, allora giovane medico a Zurigo, al quale viene affidata come paziente Nicole, che subito si innamora di lui. L'iniziale scambio epistolare tra i due si trasforma presto in un legame più solido: Nicole ha necessità di qualcuno che la aiuti e Dick, attratto dalla bellezza della giovane, si offre come suo sostegno, con l'intento di «restaurarle l'universo»; così, appoggiati anche dalla famiglia Warren (che considerano "ideale" il matrimonio di Nicole con uno psichiatra e la vicinanza con una clinica), i due si sposano e hanno due figli. Sembrano anni felici, nonostante le frequenti ricadute di Nicole, eppure il crescente desiderio di arricchirsi e la necessità di elevare la propria posizione sociale finiscono con il corrompere l'onestà intellettuale e idealista di Dick, ponendolo al servizio dei pazienti ricchi e della famiglia di Nicole.
Anni dopo Dick, perso ogni interesse per la professione medica e la carriera, inizia a sprofondare nell'infelicità che, sebbene tenuta nascosta, viene comunque avvertita da Nicole e questo li porta a litigare e ad allontanarsi. Durante uno di questi litigi Nicole ha una crisi nevrotica che la porta a un gesto estremo: mentre il marito è alla guida della sua auto assieme ai figli, lei prende il volante e sterza con tutta forza, facendo ribaltare consapevolmente la macchina, con il rischio di uccidere anche i suoi figli.
Spaventato e sempre più insofferente, Dick decide di allontanarsi da lei per un breve periodo. La notizia della morte del padre lo richiama in America e quando ritorna in Europa, decide di fermarsi a Roma per ritrovare Rosemary, pronto questa volta a diventare il suo amante. Ma l'atmosfera poetica di qualche anno prima era ormai svanita e la stessa Rosemary, un tempo timida, impacciata e spaurita era diventata una donna disinibita, sicura di sé, perfettamente consapevole della sua bellezza e del suo fascino sugli uomini. Deluso, Dick sfogherà la sua frustrazione con una rissa notturna finendo in guardina.

### Libro III
Dick continua nel suo decadimento fisico e morale e, ritornato in Riviera, lascia la clinica e si dà al bere deludendo gli amici, lasciandosi umiliare dalle stesse persone che riteneva inferiori e rendendosi ridicolo agli occhi di Nicole e di Rosemary.
Nicole invece scopre di poter reggersi da sola e, alla fine, si getta tra le braccia di Tommy Barban. Il caso clinico è quindi risolto e Dick abbandona l'Europa per ritornare nell'anonima provincia americana a fare solamente il medico.

## L'elaborazione del romanzo
Fitzgerald lavorò all'opera per nove anni e anche dopo la sua pubblicazione continuò a rielaborarne diverse versioni. È l'opera alla quale lo scrittore lavorò più a lungo e certamente la più ambiziosa, anche se la critica e il pubblico non l'accolsero con molto entusiasmo.
La stesura di Tenera è la notte venne iniziata da Fitzgerald nel 1925 e da quell'anno in poi egli ne elaborò sei versioni delle quali venne pubblicate solamente la quarta, in quattro puntate sulla rivista Scribner's Magazine, la quinta che uscì nel 1934 e venne poi tradotta da Fernanda Pivano e la sesta che uscì nel 1951 a sua volta rielaborata in modo drastico dal critico Malcom Cowley su appunti dell'autore, appunti che erano stati raccolti in previsione di una nuova edizione per la Moden Library mai realizzata.
Il cambiamento che Cowley fece alla versione di Fitzgerald consiste nello spostare il "punto di vista" passando dall'interpretazione data dall'attrice Rosemary Hoyt a un'esposizione in ordine cronologico di Dick Diver e della moglie Nicole.

### Gli elementi inventati e quelli reali
La storia, che si svolge tra il 1924 e il 1929, intreccia avvenimenti reali e chiaramente autobiografici di quegli anni ad avvenimenti di pura invenzione.

#### L'ispirazione per alcuni personaggi
Nel 1927 lo scrittore conobbe a Hollywood, dove era stato chiamato da John Considine per scrivere una sceneggiatura, l'attrice cinematografica Lois Moran, alla quale si ispira per creare il personaggio di Rosemary Hoyt.
In Dick Diver, il protagonista, Fitzgerald ritrae se stesso e contemporaneamente il suo amico Gerald Murphy; in Nicole Warren, la moglie di Dick, è ritratta Zelda, la compagna infelice di Fitzgerald; in Tom Barban, l'ex legionario, si riconosce Edouard Jozan, del quale Zelda si era innamorata nel 1924 quando i Fitzgerald abitavano a Saint-Raphaël e Abe North è il ritratto di Ring Lardner, intimo amico di Francis Scott.

#### L'ispirazione per la scena
Il romanzo si svolge all'inizio al Cap d'Antibes, lo stesso luogo nel quale si trovavano i Fitzgerald nell'agosto del 1925 e dove incontrarono i personaggi più celebri del momento nel campo della letteratura, del cinema, del teatro, della politica e della finanza, tra cui John Dos Passos e Orlando, Rodolfo Valentino e Mistinguett; i Fitzgerald avevano affittato la villa St. Louis a Juan-les-Pins dove avevano conosciuto molte celebrità, tra le quali Grace Moore e Picasso con la moglie Fernande.
L'albergo, nel quale si svolge la scena fondamentale del romanzo è l'"Hotel du Cap", chiamato anche l'Eden Roc.

#### La versione finale
Troppo preso dagli avvenimenti intercorsi dal 1926, Fitzgerald riuscì a rimetter le mani sul suo manoscritto solamente nel 1931 quando, ormai ricoverata definitivamente la moglie Zelda in un istituto di cura di Baltimora, si era ritirato con la figlia Scottie in una casa abbastanza vicina alla clinica in cui si trovava la moglie, che poteva raggiungerli durante qualche weekend. In quel luogo lo scrittore scrisse la versione finale di Tender is the Night, con il titolo Doctor Diver's Holiday (La vacanza del dottor Diver) e solamente al momento dell'uscita della prima puntata del romanzo sullo "Scribner's Magazine" cambiò il titolo con Tender Is the Night (Tenera è la notte).

## Le differenze tra le varie versioni

### Prima versione
La prima versione venne composta tra il 1925 e il 1930 e aveva come titolo The World's Fair e l'eroe era Francis Melarky.
Nel prologo l'autore si rifà ad una sua esperienza in un locale notturno di Roma, dove il litigio con un autista di taxi lo condusse dai carabinieri e dove la folla, equivocando, lo scambiò per uno stupratore di bambini.
Nel 1926 Fitzgerald si trovava nella villa St. Louis a Juan les Pins e scriveva al suo agente che aveva scritto il quarto di un romanzo che presumeva sarebbe stato composto da dodici capitoli. A giugno dello stesso anno lo scrittore vendette i diritti a pubblicare lo scritto a puntate sulla rivista "Liberty" e scrisse una scaletta nella quale l'episodio del duello veniva soppresso.
Subito dopo modificò lo scritto facendo diverse modifiche. Inserì un narratore che raccontava la storia come se questa fosse avvenuta tre anni prima, l'episodio del litigio nel taxi e del duello, una scena, che ritornerà nel capitolo 13 di Tender is the Night, sui campi di battaglia della Somme, il flirt tra il protagonista e Dinah, l'episodio della stazione di Saint-Lazare ma senza l'assassinio (dal momento che l'idea di questo avvenimento venne ispirato a Fitzgerald da un fatto riportato dalla cronaca avvenuto il 26 marzo 1927 quando una contessa sparò ad un amico per poi colpire, ferendosi, se stessa) e infine l'episodio, introdotto nell'edizione del 1951 da Cowley, di Wanda Breastedt.
Il protagonista è un giovane del Sud degli Stati Uniti in visita in Europa con la madre dopo la sua espulsione dall'Accademia militare di West Point, ora impiegato come tecnico a Hollywood che, sotto il dominio della madre, durante una forte crisi di depressione finisce per uccidersi.
Alloggiato all'albergo di Gausse, il cui nome rimane in Tender is the Night, Francis Melarky conosce i McKisco, che ritroviamo in Tenera è la notte, Setting e Dumphiers, due omosessuali che saranno poi in Tenera è la notte Campion e Dumphries, e la signora Abrahams.
Spesso Fitzgerald si recava a trovare Earl Browne negli studi cinematografici di Montecarlo, così come in Tenera è la notte fa Rosemary.
L'episodio del duello, che viene narrato anche in Tenera è la notte, avviene, in questa versione, tra McKisco e il francese Brugerol e Melarky viene invitato dal miliardario Deth Rorebach in una villa immensa circondata da un grande giardino.

### Seconda versione
Terminata la prima versione del libro Fitzgerald vi apportò miglioramenti per altri due anni fino ad abbozzare la figura del futuro Dick Diver e nel luglio del 1928 scrisse a Marxell Perkins che il romanzo andava bene e che avrebbe fatto un racconto e poi gli avrebbe inviato, verso dicembre, i capitoli 3 e 4 che pensava di terminare. Ma questi capitoli non vennero mai inviati e il romanzo prese una strada diversa continuando sotto forma di un racconto dal titolo The Rough Crossing.
Da questo racconto prese forma la seconda versione del libro dal titolo The Drunkard's Holiday (La vacanza dell'ubriacone) e lo scrittore, nel 1929, scrive a Perkins informandolo che stava lavorando intensamente al romanzo secondo un diverso punto di vista.
Il protagonista della seconda versione è un regista, Lew Kelly, che viaggia con la moglie Nicole per l'Europa. Egli incontra a bordo della nave una ragazza di modeste condizioni, Rosemary, che fingeva di viaggiare in prima classe per raggirare Kelly. Lo svolgimento della storia avviene in due soli capitoli e non fu mai ripresa anche se servì a Fitzgerald per cambiare il precedente rapporto tra madre e figlio con quello tra marito e moglie.
Dall'autunno del 1929 fino al 1932, Fitzgerald, troppo impegnato a risolvere i problemi della mancanza di denaro e quelli della malattia di Zelda, non lavorò più al libro. I due capitoli però si ritroveranno in un racconto, scritto nel 1930, dal titolo One Trip Abroad che si aggiungeva ad altre storie d'amore sulla Costa Azzurra e a storie ambientate in una casa di riposo in Svizzera.

### Terza versione
La terza versione, quella che ha come protagonista Dick Diver, andò delineandosi dopo la seconda permanenza di Fitzgerald ad Hollywood. Di questa versione rimangono gli appunti e i diagrammi originali nella biblioteca dell'Università di Princeton che consistono in un piano di lavoro generale dove appare la trama, gli appunti sui vari personaggi, la tecnica da usare, i nomi dei personaggi fittizi vicino a quelli dei personaggi reali, una vera e propria cronologia su Dick e su Nicole, il metodo di classificazione per trattare il materiale della malattia oltre un sommario riguardante la prima metà e la terza parte del romanzo.
Nella terza versione la storia di Nicole viene modellata sulla storia reale di Zelda e i sentimenti espressi da Dick sono ripresi dai sentimenti provati da Scott.
La storia però non tiene conto degli appunti redatti come nel caso dell'assassinio che Nicole avrebbe dovuto compiere e che Dick avrebbe dovuto tener nascosto o dell'episodio in cui Dick, comunista convinto, avrebbe mandato il figlio a studiare in Russia.
Questa terza versione consiste in un rimaneggiamento che porta ad una divisione in tre libri. Il primo libro è quasi tutto ricavato dalla prima versione ed è concentrato sulla figura di Rosemary, il secondo lascia completamente la prima versione e inizia con l'incontro tra Dick e Nicole.
Qui Fitzgerald pone l'accento sulla disintegrazione morale di Dick, fa accadere la ricaduta della malattia di Nicole durante una festa di carnevale e non in Svizzera, la conoscenza di Tommy in un caffè di Monaco, la relazione di Rosemary con Dick solo dovuta alla compassione della ragazza che avrà il compito di togliere dai guai Dick durante la rissa in taxi a Roma.
Questa terza versione venne redatta velocemente nel 1933 quando Fitzgerald collaborava con il dottor Mayer per la cura di Zelda e non aveva tempo di dedicare più di cinque giorni di seguito alla scrittura.

Il libro, che prese il titolo di Doctor Diver's Holiday (La vacanza del dottore Diver), subisce ben nove rielaborazioni di cui le prime quattro nella versione di Francis Melarky, la quinta e la sesta nella versione di Lew Kelly e la settima e l'ottava nella versione di Dick Diver. Sarà solamente nel nono rimaneggiamento che comparirà il titolo Tender is the Night e la sequenza definitiva dei fatti. Il titolo venne ispirato da un verso dell'Ode a un usignolo di John Keats: 

### Quarta versione
La quarta versione venne preparata frettolosamente durante l'estate del 1933 per essere pubblicata sullo "Scribner's Magazine" dopo un accordo con la rivista "Liberty" alla quale aveva promesso, nel 1926, tutti i suoi racconti per la cifra di 3500 dollari l'uno. L'editore Scribner's intanto gli versò 10.000 dollari dopo aver trattenuto i 6.000 che gli aveva già dato come anticipo e a gennaio del 1934 uscì finalmente la prima puntata e a febbraio, a marzo e ad aprile di quell'anno uscirono le tre successive.
Le bozze delle puntate furono rimaneggiate dodici volte e per la pubblicazione del libro, che divenne la quinta versione, Fitzgerald doveva tagliare 20.000 parole. Ma una grave ricaduta di Zelda gli impedì di dedicarsi al lavoro con cura e Scribner's non voleva andare oltre il 17 aprile per la pubblicazione del libro perché voleva sfruttare la notorietà dovuta alla pubblicazione a puntate.
Fitzgerald rimaneggiò ancora il testo dell'ultima puntata, corresse le bozze della seconda e della terza e nel rivedere le bozze complete del romanzo fece altre modifiche.
I testi vennero rivisti dai redattori che però avevano il divieto di alterare qualunque parola senza il permesso dell'autore. Ma Fitzgerald, sommerso dai suoi problemi familiari, non riuscì a rivederli con calma per un'ultima volta.

### Quinta versione
La quinta edizione venne così pubblicata nel 1934 e risultò contenere diversi errori che vennero segnalati in una recensione sul New Yorker. Fitzgerald, che fu il primo ad accorgersi degli errori commessi, cercò di convincere il direttore letterario della "Modern Library", Bennett Cerf, a pubblicare una nuova edizione per risolvere i problemi e in alcune lettere inviategli in data luglio e agosto 1936 faceva proposte concrete riguardo a cambiamenti, a modifiche, a una frase che voleva eliminare, alla correzione di alcuni errori ortografici.
Ma la Modern Library non pubblicò mai questa edizione e le tre tirature che fece uscire l'editore Scribner's non furono mai corrette e nel 1936 vennero pubblicato in un solo volume This Side of Paradise, The Great Gatsby e Tender in the Night.
Fitzgerald era dispiaciuto per la scarsa attenzione posta alla sua ultima opera che egli riteneva valida.
In una lettera scritta il 24 dicembre 1938 lo scrittore prega il suo editore di non lasciar morire i suoi libri e si dimostra particolarmente preoccupato per Tender is the Night: "... Ma sono particolarmente preoccupato per Tender is the Night: quel libro non è morto. La profondità del suo messaggio rimane: incontro continuamente persone che sono attaccate al libro come altre lo erano state a The Great Gatsby e a This Side of Paradise, persone che si sono identificate con Dick Diver. Il grande difetto del libro è che il vero inizio - il giovane psichiatra in Svizzera - è cacciato nel mezzo del libro. Se le pagine 151-212 fossero tolte dal loro posto attuale e messe all'inizio il miglioramento sarebbe enorme...".
Non avendo riscontro queste sue richieste, Fitzgerald prese la copia d'archivio del suo libro e dopo aver spostato l'ordine dei capitoli stilò nei suoi appunti il seguente piano:
I. Storia della vicenda: 151-52.
II. Punto di vista di Rosemary: 3-104.
III.Caduti: 104-48, 213-24.
IV. Fuga: 225-306.
V. Il ritorno a casa: 306-408.

### Versione rimaneggiata da Cowley
Il piano, che viene conservato insieme al volume rimaneggiato da Fitzgerald nella Biblioteca della Princeton University, viene citato nell'edizione del 1951 da Malcolm Cowley anche se egli poi non terrà completamente fede alla successione degli avvenimenti e alle modifiche fatte ad alcune pagine e nemmeno alla correzione degli errori di ortografia e punteggiatura dei primi due capitoli.
Questa versione, la cosiddetta "versione definitiva dell'autore" che uscì nel 1951 a cura di Malcolm Cowley, non venne però mai rivista dallo scrittore che morì precocemente il 21 dicembre del 1940.
Nell'edizione dei "Penguin Books", Cowley non si limitò a correggere gli errori tipografici e di ortografia, ma apportò quasi ottocento modifiche, a volte anche drastiche, riguardanti i nomi e la successione degli avvenimenti, modifiche che vengono con cura spiegate sia nella introduzione che nelle note.
L'editore Scribner's invece, quando nel 1951 ristampò il romanzo, usò i piombi originali e corresse solamente due errori di nomi, mentre nelle edizioni tascabili non venne fatto alcun cambiamento e nemmeno nell'edizione di Bodley Head del 1960.

## Lo stile
Scritto in una prosa assai evoluta che si lascia andare a profonde analisi psicologiche e descrizioni seguendo un andamento discorsivo e serrato quasi senza dialogo, Tenera è la notte dimostra che Fitzgerald era uno scrittore perfettamente padrone del suo mestiere.
Lo scrittore riesce a cogliere, con dettagli precisi e accurati, l'essenza delle varie scene o del momento storico e sociale trattato e dimostra una grande capacità di passare dal particolare all'universale e dal concreto al simbolico.
Il linguaggio, che in precedenza era a volte troppo incline al decorativo, ora diventa preciso ed essenziale adattandosi in modo flessibile ai vari temi e ai diversi punti di vista mentre i personaggi principali vengono rappresentati con scrupoloso approfondimento psicologico.
L'opera affronta il contrasto etico-sociale degli anni '30 con profondità di analisi e ampia prospettiva.

## Edizioni
- Tenera è la notte, traduzione di Fernanda Pivano, Collana I coralli, Torino, Einaudi, 1949.
- Tenera è la notte, traduzione di Bruno Armando, Introduzione di Walter Mauro, Grandi Tascabili Economici, Roma, Newton Compton, 2011,  p. 288, ISBN 978-88-541-2455-4.
- Tenera è la notte, traduzione di Flavio Santi, Prefazione di Edoardo Nesi, Milano, BUR, 2012.
- Tenera è la notte, traduzione di Vincenzo Latronico, Roma, Minimum Fax, 2013.
- Tenera è la notte, traduzione di Elisa Aurora Pantaleo, Milano, Feltrinelli, 2015.
- Tenera è la notte, traduzione di Romina Bicicchi, Introduzione di Mauro Conti e R. Bicicchi, Collana Grande Biblioteca, Santarcangelo di Romagna, Rusconi, 2020, ISBN 978-88-180-3424-0.
- Tenera è la notte, traduzione di e cura di Mario Fortunato, Collana Classici contemporanei, Milano-Firenze, Bompiani, 2023, ISBN 978-88-301-0557-7.